# Харм

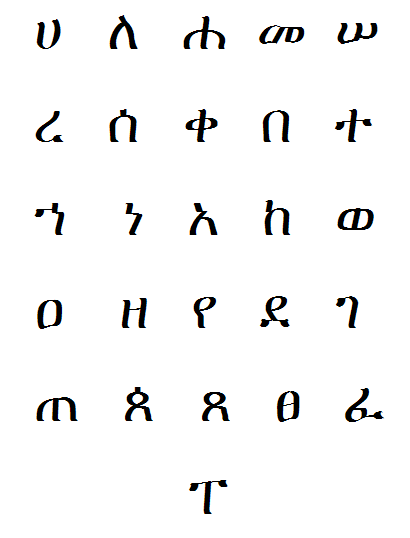

Харм (амх. ኀረመ) — одинадцята літера ефіопської абетки, позначає глухий гортанний фрикативний звук /x/.
- ኁ  — хе
- ኂ  — ху
- ኃ  — хі
- ኄ  — ха
- ኅ  — хе
- ኆ  — хи (х)
- ኋ  — хо